# James McGee (Tennisspieler)
James McGee (* 10. Juni 1987 in Dublin) ist ein irischer Tennisspieler.

## Karriere
James McGee spielt hauptsächlich auf der ATP Challenger Tour und der ITF Future Tour. Auf der Future Tour gewann er sowohl im Einzel als auch im Doppel mehrere Turniere. Auf der Challenger Tour gewann er als Qualifikant 2016 sein erstes Turnier in Cary.
Bei den US Open 2014 qualifizierte er sich erstmals für das Hauptfeld der Einzelkonkurrenz bei einem Grand-Slam-Turnier.
James McGee spielt seit 2009 für die irische Davis-Cup-Mannschaft.
Aktuell spielt er nicht mehr als Profi auf der Tour, sondern hat seinen Fokus auf dem Coaching.

## Erfolge
| Legende (Anzahl der Siege)  |
| Grand Slam                  |
| ATP World Tour Finals       |
| ATP World Tour Masters 1000 |
| ATP World Tour 500          |
| ATP World Tour 250          |
| ATP Challenger Tour (1)     |

### Einzel

#### Turniersiege
| Nr. | Datum              | Turnier | Belag     | Finalgegner      | Ergebnis      |
| --- | ------------------ | ------- | --------- | ---------------- | ------------- |
| 1.  | 18. September 2016 | Cary    | Hartplatz | Ernesto Escobedo | 1:6, 6:1, 6:4 |